# Xã Bullard, Quận Wadena, Minnesota
Xã Bullard (tiếng Anh: Bullard Township) là một xã thuộc quận Wadena, tiểu bang Minnesota, Hoa Kỳ. Năm 2010, dân số của xã này là 219 người.